# Quartier Mouysset (Tarbes)
Mouysset est un quartier de la ville de Tarbes, dans le département français des Hautes-Pyrénées, situé à l'est de la ville.

## Origine du nom
La famille Mouysset était propriétaire du terrain sur lequel est construite la cité du même nom. Terrain situé sur l'ancien lit de l'Adour exploité en gravière. 
La famille Mouysset repose au cimetière Saint-Jean.

## Géographie
Le quartier est situé à l'est de la ville, entre Séméac, Aureilhan à l'est, et les quartiers d’Ormeau-Figarol à l'ouest, le Martinet au nord et la zone d'activité Kennedy  au sud.
Il est bordé à l'est par le fleuve de l'Adour.

## Morphologie urbaine
Le secteur comprend une grande majorité de tours et de barres HLM, en majorité construites au milieu des années 1960.
En partie ouest du quartier est en revanche essentiellement construite par des pavillons et des maisons traditionnelles, la partie sud comprend différentes zones d'activités, entreprises logistiques, activités technologiques, négoces de services, commerces et services du quotidien …
Le quartier contient les secteurs : Mouysset, Clauzier,  Sémire, Rourdes
Une partie de Mouysset est intégrée au sein du quartier prioritaire « Ormeau/Bel Air - Mouysset », avec 3 078 habitants en 2020.

## Évolution démographique
| 2012  | 2015  | 2019  |
| ----- | ----- | ----- |
| 2 468 | 2 546 | 2 486 |

## Enseignement

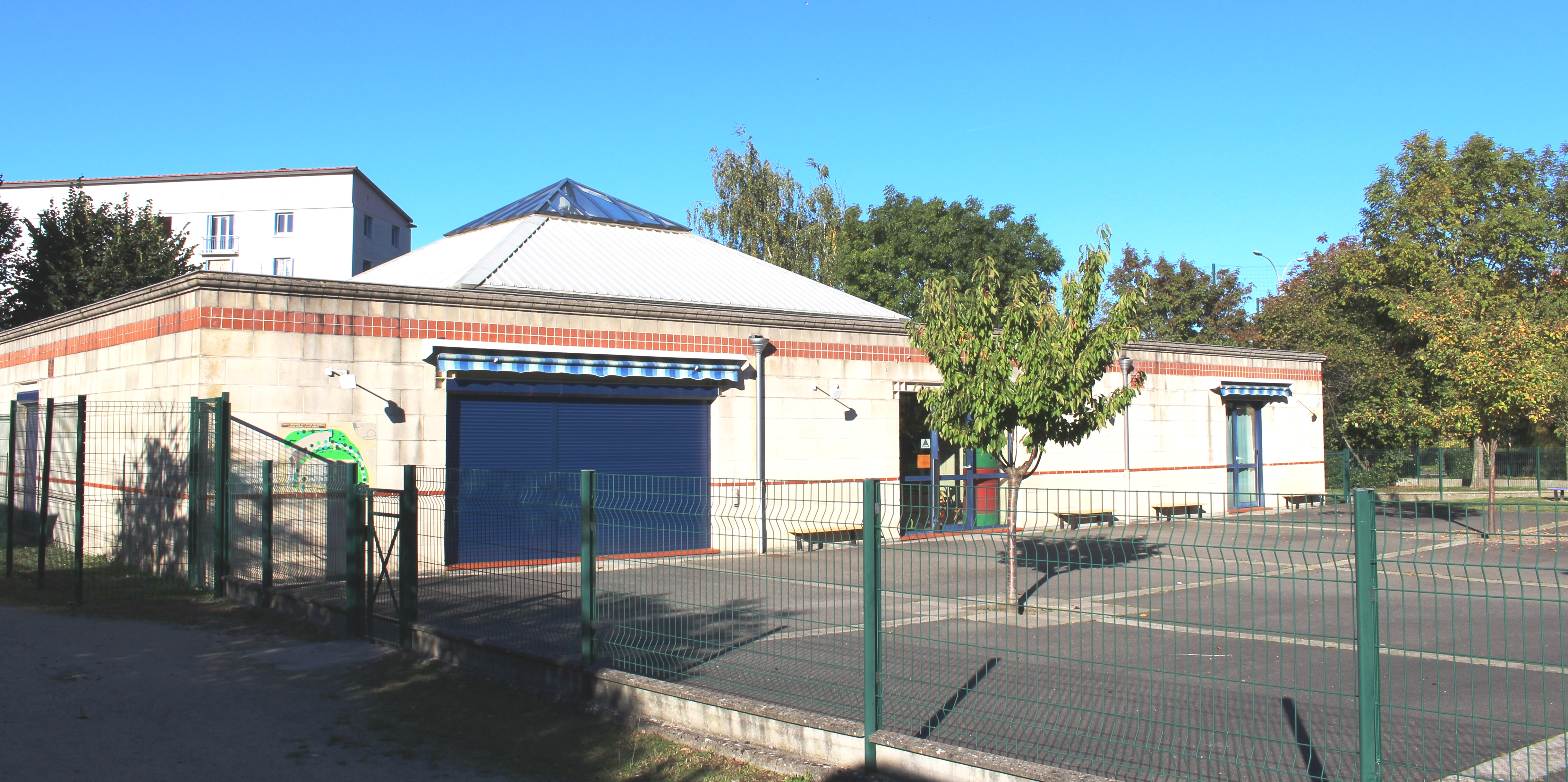
L'École Maternelle Louise-Michel.

### Écoles maternelle et élémentaire
- École publique Louise-Michel.
- École publique Jeanne-Larroque.

### Écoles primaires
Tarbes dispose de 16 écoles primaires : 12 publiques et 4 privées.
- École publique Jean-Macé.

## Lieux de culte
- La Mosquée Omar ibn al-Khattâb.

## Infrastructures

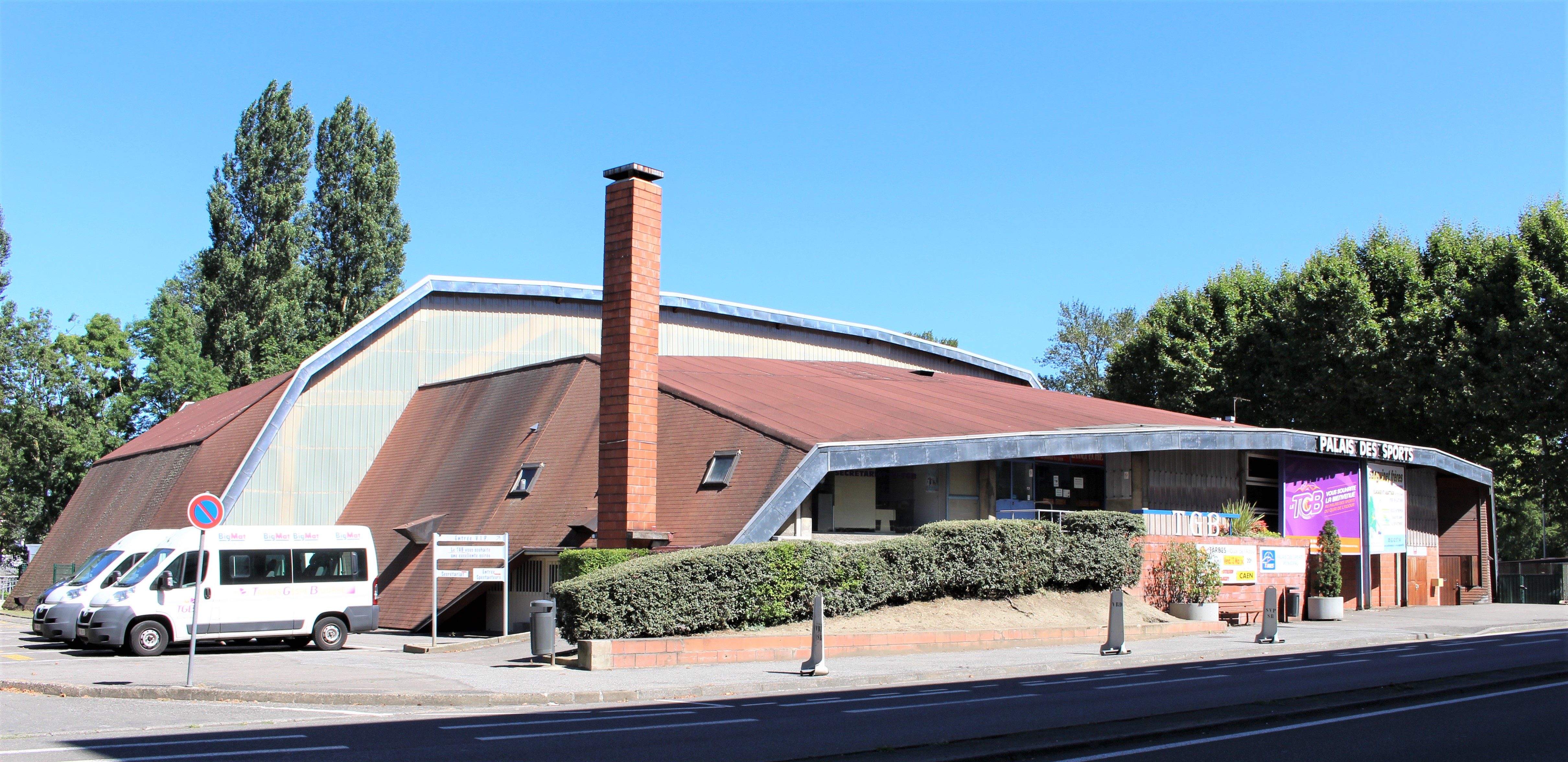
Le Palais des sports du quai de l'Adour.

### Sportives
- Palais des sports, salle du Tarbes Gespe Bigorre.
- Canoë-kayak sur l'Adour.
- Boulodrome couvert avec tribunes.
- Parcours sportif des berges de l'Adour et voie verte du CaminAdour.

## Transports
C'est l'entreprise Keolis qui exploite les lignes urbaines de bus de Tarbes, depuis le 17 octobre 2020.
La rocade sud de Tarbes passe à l'ouest du quartier en parallèle de l'Adour.